# Награды Тюменской области
Награды Тюменской области — награды субъекта Российской Федерации учреждённые Правительством Тюменской области, согласно Закону Тюменской области от 15 февраля 1999 № 82 «О наградах и почётных званиях Тюменской области».
Награды и почётные звания Тюменской области являются формой поощрения жителей области, коллективов и организаций независимо от их организационно-правовых форм, признания их заслуг в деятельности, направленной на достижение экономического, социального и культурного благополучия населения области, за высокое профессиональное мастерство и многолетний добросовестный труд, признание выдающихся заслуг в сфере общественной и государственной деятельности.

## Перечень наград

### Высшая награда
| Изображение награды | Наименование награды                                                                                      | Дата учреждения      | Правила награждения | Источник |
| ------------------- | --- | -------------------- | --- | --- |
|                     | Звание «Почётный гражданин Тюменской области» ––– (Нагрудный знак «Почётный гражданин Тюменской области») | 15 февраля 1999 года | Звание «Почётный гражданин Тюменской области» является личным пожизненным званием и устанавливается в целях признания выдающихся заслуг граждан перед населением Тюменской области, поощрения личной деятельности, направленной на пользу области, обеспечение её благополучия и процветания. Основанием для присвоения звания являются: - выдающиеся заслуги в сфере общественной и государственной деятельности по защите прав человека, укреплению мира и согласия в области; - большой личный вклад, получивший широкое признание жителей области, в политическую, экономическую, научно-исследовательскую, социально-экономическую, благотворительную и иную деятельность, способствующую всестороннему развитию области. Звание не может быть присвоено лицам, замещающим государственные или муниципальные должности, установленные законодательством Тюменской области, в период замещения ими указанных должностей. Звание не может быть присвоено повторно одному и тому же лицу. Награждение лиц посмертно не производится. Лицу, удостоенному звания, вручаются: - нагрудный знак «Почётный гражданин Тюменской области»; - наградная лента «Почётный гражданин Тюменской области»; - удостоверение почётного гражданина Тюменской области; - свидетельство о присвоении звания «Почётный гражданин Тюменской области»; - футляр с ложементами для наградной атрибутики к званию «Почётный гражданин Тюменской области». Фамилия, имя, отчество лица, удостоенного звания, заносятся в Книгу почёта Тюменской области. Лицам, удостоенным звания, выплачивается единовременная денежная премия. | Закон Тюменской области от 15 февраля 1999 года № 82 «О наградах и почётных званиях Тюменской области» --- Закон Тюменской области от от 15 июня 2004 года № 30 «О звании "Почётный гражданин Тюменской области"» |

### Знаки отличия и медали
| Изображение награды | Наименование награды                                                                               | Дата учреждения      | Правила награждения | Источник |
| ------------------- | -------------------------------------------------------------------------------------------------- | -------------------- | --- | --- |
|                     | Знак губернатора Тюменской области                                                                 | 30 января 1997 года  | Знак Губернатора Тюменской области является официальным символом государственной власти высшего должностного лица Тюменской области. Знак Губернатора Тюменской области представляет композицию из двух элементов: - обрамлённый орнаментом объёмный герб Тюменской области из цветных и благородных металлов. На оборотной стороне герба имеется надпись «Знак Губернатора Тюменской области»; - цепь из цветных и благородных металлов, состоящая из звеньев в виде элементов традиционных орнаментов народов Севера. Знак Губернатора Тюменской области вручается Губернатору Тюменской области на период его полномочий при вступлении в должность на заседании областной Думы её председателем в торжественной обстановке. Знак Губернатора Тюменской области используется Губернатором на приёмах, торжествах по случаю праздников и других официальных мероприятиях. Губернатор обеспечивает сохранность Знака Губернатора Тюменской области. | Закон Тюменской области от 30 января 1997 года № 67 «О Знаке Губернатора Тюменской области» |
|                     | Знак отличия «За заслуги перед Тюменской областью»                                                 | 31 октября 2017 года | Основанием награждения знаком отличия «За заслуги перед Тюменской областью» являются особенные заслуги в сфере развития сельского хозяйства, производства, науки, техники, культуры, искусства, воспитания и образования, здравоохранения, охраны окружающей среды и обеспечения экологической безопасности, законности, правопорядка и общественной безопасности, благотворительной и иной деятельности во благо Тюменской области. За многолетний добросовестный труд награждение знаком отличия не осуществляется. Знаком отличия награждаются граждане, иностранные граждане и лица без гражданства. Вручение знака отличия производится в торжественной обстановке Губернатором Тюменской области, либо по его поручению иными лицами. При награждении знаком отличия одновременно с вручением знака отличия награждённому вручается удостоверение установленного образца. Дубликат знака отличия и удостоверения к нему не выдаётся. Кандидат, награждённый знаком отличия, единовременно премируется из средств областного бюджета. Награждение знаком отличия посмертно не производится. Знак отличия после смерти награждённого лица остаётся у наследников. Повторное награждение знаком отличия не производится. | Закон Тюменской области от 15 февраля 1999 года № 82 «О наградах и почётных званиях Тюменской области» --- Закон Тюменской области от 31 октября 2017 года № 125 «О знаке отличия "За заслуги перед Тюменской областью"»                                                                    |
|                     | Медаль «Материнская слава»                                                                         | 30 октября 2006 года | Медаль «Материнская слава» является формой государственного и общественного признания заслуг многодетных матерей, воспитывающих детей, создающих условия для сохранения и возрождения позитивных семейных ценностей, улучшения нравственной атмосферы в обществе, принимающих активное участие в общественной жизни и вносящих значительный вклад в развитие Тюменской области. Медалью награждаются проживающие на территории Тюменской области не менее 15 лет и являющиеся гражданами Российской Федерации женщины, родившие (усыновившие) и достойно воспитывающие пять и более детей. Женщина может быть представлена к награждению медалью не ранее чем по достижении пятым ребёнком возраста семи лет при наличии в живых остальных детей, за исключением случаев, предусмотренных Положением о медали. Представление к награждению женщины, воспитывающей усыновленных детей, возможно при условии достойного воспитания и содержания усыновлённых (удочерённых) детей в течение не менее пяти лет. При представлении к награждению медалью учитываются дети, погибшие или пропавшие без вести при защите Отечества или его интересов, при исполнении воинского, служебного или гражданского долга, умершие вследствие ранения, контузии, увечья или заболевания, полученных при указанных обстоятельствах, либо вследствие трудового увечья или профессионального заболевания. | Закон Тюменской области от 15 февраля 1999 года № 82 «О наградах и почётных званиях Тюменской области» --- Закон Тюменской области от 30 октября 2006 года № 79 «О медали "Материнская слава" и медали "Отцовская доблесть"»                                                                |
|                     | Медаль «Отцовская доблесть»                                                                        | 30 октября 2006 года | Медаль «Отцовская доблесть» является формой государственного и общественного признания заслуг многодетных отцов, воспитывающих детей, создающих условия для сохранения и возрождения позитивных семейных ценностей, улучшения нравственной атмосферы в обществе, принимающих активное участие в общественной жизни и вносящих значительный вклад в развитие Тюменской области. Медалью награждаются проживающие на территории Тюменской области не менее 15 лет и являющиеся гражданами Российской Федерации многодетные отцы, достойно воспитывающие пять и более детей (в том числе усыновленных). Мужчина может быть представлен к награждению медалью не ранее чем по достижении пятым ребёнком возраста семи лет при наличии в живых остальных детей, за исключением случаев, предусмотренных Положением о медали. Представление к награждению мужчины, воспитывающего усыновленных детей, возможно при условии достойного воспитания и содержания усыновлённых (удочерённых) детей в течение не менее пяти лет. При представлении к награждению медалью учитываются дети, погибшие или пропавшие без вести при защите Отечества или его интересов, при исполнении воинского, служебного или гражданского долга, умершие вследствие ранения, контузии, увечья или заболевания, полученных при указанных обстоятельствах, либо вследствие трудового увечья или профессионального заболевания. | Закон Тюменской области от 15 февраля 1999 года № 82 «О наградах и почётных званиях Тюменской области» --- Закон Тюменской области от 30 октября 2006 года № 79 «О медали "Материнская слава" и медали "Отцовская доблесть"»                                                                |
|                     | Знак отличия «За достижения в труде»                                                               | 7 августа 2013 года  | Знак отличия Тюменской области «За достижения в труде» является формой государственного и общественного признания заслуг высокопрофессиональных рабочих предприятий сельского хозяйства, обрабатывающих производств, строительства, транспорта, добычи полезных ископаемых за самоотверженную трудовую деятельность, являющуюся примером в выполнении профессионального долга и верности избранной профессии. Знаком отличия награждаются граждане, иностранные граждане и лица без гражданства. Награждение знаком отличия производится при условии: - безупречного и эффективного труда и стажа работы в отрасли для мужчин 35 и более лет, для женщин - 30 и более лет; - отсутствия не снятой или не погашенной в установленном федеральным законом порядке судимости. Вручение знака отличия производится в торжественной обстановке Губернатором Тюменской области либо по его поручению иными лицами, как правило, на торжественном мероприятии в преддверии 1 мая. При награждении знаком отличия одновременно с вручением знака отличия награжденному вручается удостоверение установленного образца. Дубликат знака отличия и удостоверения к нему не выдаётся. Кандидат, награждённый знаком отличия, единовременно премируется. Награждение знаком отличия посмертно не производится. Знак отличия после смерти награждённого лица остаётся у наследников. Повторное награждение знаком отличия не производится. | Закон Тюменской области от 15 февраля 1999 года № 82 «О наградах и почётных званиях Тюменской области» --- Закон Тюменской области от 7 августа 2013 года № 187 «О знаке отличия Тюменской области "За достижения в труде"»                                                                 |
|                     | Знак отличия «За мужественный поступок»                                                            | 30 марта 2015 года   | Знаком отличия Тюменской области «За мужественный поступок» награждаются жители Тюменской области, проявившие самоотверженность и мужество при выполнении гражданского долга в условиях, сопряжённых с риском для жизни, в том числе при спасении людей во время стихийных бедствий, пожаров, катастроф, при охране общественного порядка, в борьбе с преступностью. Знаком отличия могут награждаться граждане, проживающие в других субъектах Российской Федерации, иностранные граждане и лица без гражданства, постоянно проживающие на территории Тюменской области, участвовавшие в спасении людей во время чрезвычайных ситуаций, произошедших на территории Тюменской области. Вручение знака отличия производится в торжественной обстановке Губернатором Тюменской области либо по его поручению иными лицами. Знак отличия носится на правой стороне груди. При награждении знаком отличия одновременно с вручением знака отличия награжденному вручается удостоверение установленного образца. Дубликат знака отличия и (или) удостоверения к нему не выдается. Знак отличия после смерти награждённого лица остаётся у наследников. Повторное награждение кандидата знаком отличия производится за новые проявления мужества, смелости и отваги. Лицу, награждённому знаком отличия, выплачивается единовременная денежная премия. | Закон Тюменской области от 15 февраля 1999 года № 82 «О наградах и почётных званиях Тюменской области» --- Закон Тюменской области от 30 марта 2015 года № 50 «О знаке отличия Тюменской области "За мужественный поступок"»                                                                |
|                     | Знак отличия «Почётный наставник»                                                                  | 8 мая 2019 года      | Основанием награждения знаком отличия Тюменской области «Почётный наставник» являются личные заслуги наставников молодежи из числа высококвалифицированных работников промышленности и сельского хозяйства, транспорта, инженерно-технических работников, государственных и муниципальных служащих, учителей, преподавателей и других работников образовательных организаций, врачей, работников культуры и деятелей искусства, а также в иных сферах деятельности, при наличии стажа наставнической деятельности не менее 10 лет. За многолетний добросовестный труд награждение знаком отличия не осуществляется. Знаком отличия награждаются граждане, иностранные граждане и лица без гражданства. Вручение знака отличия производится в торжественной обстановке Губернатором Тюменской области либо по его поручению иными лицами. Знак отличия носится на правой стороне груди. При награждении знаком отличия одновременно с вручением знака отличия награждённому вручается удостоверение установленного образца. Дубликат знака отличия и удостоверения к нему не выдаётся. Награждение знаком отличия посмертно не производится. Знак отличия после смерти награждённого лица остаётся у наследников. Повторное награждение знаком отличия не производится. | Закон Тюменской области от 15 февраля 1999 года № 82 «О наградах и почётных званиях Тюменской области» --- Закон Тюменской области 8 мая 2019 года № 56 «О знаке отличия Тюменской области "Почётный наставник"» ---                                                                        |
|                     | Знак отличия «За вклад в развитие добровольческой (волонтёрской) деятельности в Тюменской области» | 26 января 2021 года  | Основанием награждения знаком отличия Тюменской области «За вклад в развитие добровольческой (волонтёрской) деятельности в Тюменской области» является осуществление добровольческой (волонтёрской) деятельности добровольно, индивидуально либо под руководством организатора добровольческой (волонтёрской) деятельности либо в составе добровольческой (волонтёрской) организации, значительный вклад в развитие добровольческой (волонтёрской) деятельности (волонтёрства), сохранение традиций милосердия, реализация социально значимых проектов, безвозмездная помощь людям. Знаком отличия награждаются граждане Российской Федерации, иностранные граждане и лица без гражданства, а также организаторы добровольческой (волонтёрской) деятельности, добровольческие (волонтёрские) организации. К награждению знаком отличия представляются вышеуказанные лица, занимающиеся добровольческой (волонтёрской) деятельностью в Тюменской области не менее 5 лет. Вручение знака отличия производится Губернатором Тюменской области либо по его поручению иными лицами, в торжественной обстановке, как правило, в связи с празднованием Дня добровольца (волонтёра) — 5 декабря. Знак отличия носится на правой стороне груди. При награждении знаком отличия одновременно с вручением знака отличия награждённому вручается удостоверение установленного образца. Аппарат Губернатора Тюменской области обеспечивает вручение знака отличия и удостоверения к нему. Награждение знаком отличия посмертно не производится. Знак отличия после смерти награждённого лица остаётся у наследников. Повторное награждение знаком отличия не производится. Дубликат знака отличия или удостоверения к нему не выдается. | Закон Тюменской области от 15 февраля 1999 года № 82 «О наградах и почётных званиях Тюменской области» --- Закон Тюменской области от 26 января 2021 года № 9 «О знаке отличия Тюменской области "За вклад в развитие добровольческой (волонтерской) деятельности в Тюменской области"» --- |
|                     | Почётный нагрудный знак Тюменской областной Думы                                                   | 16 апреля 2010 года  | Почётным нагрудным знаком Тюменской областной Думы награждаются граждане Российской Федерации, работники организаций и учреждений Тюменской области, осуществляющие активное сотрудничество с Тюменской областной Думой в сфере совершенствования законодательства Тюменской области и реализации полномочий областной Думы. С мотивированным ходатайством о награждении Почётным нагрудным знаком в областную Думу обращаются депутаты Тюменской областной Думы. В течение календарного года Почётным нагрудным знаком могут быть награждены не более пяти человек. Представление к награждению Почётным нагрудным знаком по случаю юбилейных дат не допускается. Вручение Почётного нагрудного знака производится председателем областной Думы либо по его поручению одним из депутатов областной Думы в коллективах организаций или на заседании областной Думы. Одновременно с вручением Почётного нагрудного знака выдаётся удостоверение установленного образца. Оформление необходимых документов, учёт почётных нагрудных знаков и удостоверений к ним, организация их вручения осуществляются управлением государственной службы и кадров областной Думы. Почётный нагрудный знак носится на левой стороне груди. Повторное награждение Почётным нагрудным знаком не производится. | Закон Тюменской области от 15 февраля 1999 года № 82 «О наградах и почётных званиях Тюменской области» --- Закон Тюменской области от 16 апреля 2010 года № 63-рп «О Почётном нагрудном знаке Тюменской областной Думы»                                                                     |

### Грамоты и благодарности
| Изображение награды | Наименование награды                                                              | Дата учреждения      | Правила награждения | Источник |
| ------------------- | --------------------------------------------------------------------------------- | -------------------- | --- | --- |
|                     | Почётная грамота Тюменской областной Думы ––– (Нагрудный знак к почётной грамоте) | 14 декабря 2017 года | Основаниями для награждения Почётной грамотой Тюменской областной Думы являются значительный вклад в развитие Тюменской области, личное мужество и героизм, смелые и решительные действия при исполнении служебного или гражданского долга, заслуги в сфере благотворительной деятельности. Почётной грамотой Тюменской областной Думы могут быть награждены: - граждане Российской Федерации; - коллективы организаций независимо от их организационно-правовых форм. К награждению Почётной грамотой Тюменской областной Думы гражданин может быть представлен при соблюдении одновременно следующих условий: - наличия общего трудового стажа работы не менее 15 лет; - наличия наград, поощрений организаций, органов государственной власти, органов местного самоуправления Российской Федерации и Тюменской области; - наличия трудового стажа по последнему месту работы не менее 3 лет (для работающих граждан); - отсутствия неснятой или непогашенной судимости. Требование о наличии предшествующих наград, поощрений, а также о наличии общего трудового стажа и трудового стажа по последнему месту работы не распространяется на граждан, представленных к награждению: - за личное мужество и героизм, смелые и решительные действия при исполнении служебного или гражданского долга; - за заслуги в сфере благотворительной деятельности. Награждение коллектива организации производится при условии осуществления организацией деятельности не менее 10 лет. Граждане, коллективы организаций, ранее награжденные Благодарственным письмом Тюменской областной Думы, Почётным нагрудным знаком Тюменской областной Думы, могут награждаться Почётной грамотой Тюменской областной Думы не ранее чем через 3 года со дня награждения указанными наградами. Повторное награждение Почётной грамотой Тюменской областной Думы не производится. Гражданам, награждённым Почётной грамотой Тюменской областной Думы, вручается нагрудный знак к Почётной грамоте Тюменской областной Думы и осуществляется единовременное премирование. | Закон Тюменской области от 15 февраля 1999 года № 82 «О наградах и почётных званиях Тюменской области» --- Закон Тюменской области от 14 декабря 2017 года № 972 «О Почётной грамоте Тюменской областной Думы» ---                |
|                     | Почётная грамота Губернатора Тюменской области                                    | 18 января 2017 года  | Основанием награждения Почётной грамотой Губернатора Тюменской области является значительный вклад в развитие Тюменской области. Почётной грамотой Тюменской области награждаются: - коллективы организаций независимо от организационно-правовой формы; - граждане, иностранные граждане и лица без гражданства. К награждению Почётной грамотой представляются кандидаты при соблюдении одновременно следующих условий: - наличие Благодарности Губернатора Тюменской области; - наличие трудового стажа работы в отрасли (по специальности) не менее 20 лет; - отсутствие не снятой или не погашенной в установленном федеральным законом порядке судимости. Почётная грамота оформляется на бланке установленного образца и подписывается Губернатором Тюменской области. Аппарат Губернатора Тюменской области обеспечивает изготовление и хранение бланков Почётной грамоты. Дубликат Почётной грамоты не выдаётся. Кандидат, награждённый Почётной грамотой, единовременно премируется. | Закон Тюменской области от 15 февраля 1999 года № 82 «О наградах и почётных званиях Тюменской области» --- Закон Тюменской области от 18 января 2017 года № 12 «О Почётной грамоте и Благодарности Губернатора Тюменской области» |
|                     | Благодарность Губернатора Тюменской области                                       | 18 января 2017 года  | Основанием награждения Благодарностью Губернатора Тюменской области являются заслуги в обеспечении безопасности, укреплении законности, охране здоровья и жизни, защите прав и свобод граждан, государственном строительстве, экономике, науке, культуре, искусстве, воспитании, просвещении, спорте, благотворительной деятельности и иные заслуги перед Тюменской областью. Благодарность объявляется: - коллективам организаций независимо от организационно-правовой формы; - гражданам, иностранным гражданам и лицам без гражданства. К объявлению Благодарности представляются кандидаты при соблюдении одновременно следующих условий: - наличие награды (поощрения) организации, в которой кандидат осуществляет свою деятельность на день представления к награждению, органа местного самоуправления, органа государственной власти Тюменской области, которым реализуются полномочия в сфере деятельности организации (в случае если организация осуществляет свою деятельность в сфере, в которой полномочия органов государственной власти реализуются федеральными органами власти - наличие награды (поощрения) федерального органа государственной власти (его территориального подразделения). Поощрение организации в виде премирования не учитывается; - наличие трудового стажа работы в отрасли (по специальности) не менее 15 лет; - наличие трудового стажа не менее 30 лет для мужчин, 25 лет для женщин или 20 лет — для женщин, имеющих 3 и более детей, не менее 20 лет трудового стажа лицам, работающим во вредных и (или) особых условиях труда; - отсутствие не снятой или не погашенной в установленном федеральным законом порядке судимости. | Закон Тюменской области от 15 февраля 1999 года № 82 «О наградах и почётных званиях Тюменской области» --- Закон Тюменской области от 18 января 2017 года № 12 «О Почётной грамоте и Благодарности Губернатора Тюменской области» |
|                     | Благодарственное письмо Губернатора Тюменской области                             | 18 января 2017 года  | Основанием награждения Благодарственным письмом Губернатора Тюменской области являются заслуги в обеспечении безопасности, укреплении законности, охране здоровья и жизни, защите прав и свобод граждан, государственном строительстве, экономике, науке, культуре, искусстве, воспитании, просвещении, спорте, благотворительной деятельности и иные заслуги перед Тюменской областью. Благодарственным письмом награждаются: - коллективам организаций независимо от организационно-правовой формы; - гражданам, иностранным гражданам и лицам без гражданства. К награждению Благодарственным письмом представляются кандидаты при соблюдении следующих условий: - наличие трудового стажа работы в отрасли (по специальности) не менее 10 лет; - отсутствие не снятой или не погашенной в установленном федеральным законом порядке судимости. Благодарственное письмо оформляется на бланке установленного образца и подписывается Губернатором Тюменской области. Аппарат Губернатора Тюменской области обеспечивает изготовление и хранение бланков Благодарственного письма. Дубликат Благодарственного письма не выдаётся. | Закон Тюменской области от 15 февраля 1999 года № 82 «О наградах и почётных званиях Тюменской области» --- Закон Тюменской области от 18 января 2017 года № 12 «О Почётной грамоте и Благодарности Губернатора Тюменской области» |
|                     | Благодарственное письмо Тюменской областной Думы                                  | 24 декабря 2009 года | Благодарственным письмом Тюменской областной Думы награждаются: - граждане Российской Федерации за заслуги в деятельности, направленной на достижение экономического, социального и культурного благополучия населения Тюменской области, за высокое профессиональное мастерство и многолетний добросовестный труд, за их заслуги в сфере общественной и государственной деятельности, имеющие общий трудовой стаж не менее 10 лет и награды, почётные звания, поощрения в соответствии с действующим законодательством; - коллективы предприятий, организаций и учреждений независимо от их организационно-правовых форм за высокие достижения в общественной и государственной деятельности и (или) значительный вклад в социально-экономическое, культурное развитие Тюменской области; - неработающие пенсионеры, внесшие значительный вклад в социально-экономическое, культурное развитие Тюменской области, продолжающие активно участвовать в общественной жизни. Требование о наличии заслуг, предшествующих наград и стажа работы не распространяется на граждан Российской Федерации, представленных к награждению за рождение (усыновление) и достойное воспитание четырех и более детей, обеспечение надлежащего уровня заботы о здоровье, образовании, физическом и нравственном развитии детей. Копия распоряжения председателя областной Думы о награждении гражданина Благодарственным письмом направляется по месту работы награждённого. Копия распоряжения председателя Тюменской областной Думы о награждении Благодарственным письмом коллектива предприятия, организации или учреждения направляется на имя руководителя. | Закон Тюменской области от 15 февраля 1999 года № 82 «О наградах и почётных званиях Тюменской области» --- Закон Тюменской области от 24 декабря 2009 года № 167-рп «О Благодарственном письме Тюменской областной Думы»          |

### Почётные звания
| Изображение награды | Наименование награды | Дата учреждения      | Правила награждения | Источник |
| ------------------- | --- | -------------------- | --- | --- |
|                     | Почётное звание «Почётный работник промышленности Тюменской области» ––– (Нагрудный знак к почётному званию)                                           | 5 апреля 2004 года   | Почётное звание «Почётный работник промышленности Тюменской области» присваивается высокопрофессиональным рабочим, мастерам, инженерно-техническим и научным работникам предприятий машиностроения, нефтяной и газовой промышленности, текстильной и легкой промышленности, пищевой индустрии за заслуги в выполнении производственных заданий, разработке и внедрении новейшей техники, технологии, обеспечении высокоэффективного производства и работающим в отрасли не менее 10 лет. | Закон Тюменской области от 5 апреля 2004 года № 6 «О почётных званиях Тюменской области»                                                                                       |
|                     | Почётное звание «Почётный работник сельского хозяйства Тюменской области» ––– (Нагрудный знак к почётному званию)                                      | 5 апреля 2004 года   | Почётное звание «Почётный работник сельского хозяйства Тюменской области» присваивается высокопрофессиональным работникам сельского хозяйства, в том числе работникам крестьянских, фермерских хозяйств, за заслуги в увеличении урожайности и сбора сельскохозяйственных культур, повышении продуктивности скота и птицы, зоотехническом обеспечении развития животноводства, механизации сельского хозяйства, повышении плодородия земель и работающим в отрасли не менее 10 лет. | Закон Тюменской области от 5 апреля 2004 года № 6 «О почётных званиях Тюменской области»                                                                                       |
|                     | Почётное звание «Почётный работник науки и образования Тюменской области» ––– (Нагрудный знак к почётному званию)                                      | 5 апреля 2004 года   | Почётное звание «Почётный работник науки и образования Тюменской области» присваивается выдающимся ученым, высокопрофессиональным преподавателям системы высшего образования, учителям, воспитателям и другим работникам дошкольных организаций, общеобразовательных организаций всех видов, организаций высшего педагогического образования, органов управления образованием за заслуги в разработке приоритетных направлений науки и техники, создании научных школ, за заслуги в педагогической и воспитательной деятельности, значительный вклад в дело подготовки высококвалифицированных специалистов и работающим в соответствующей отрасли не менее 10 лет. | Закон Тюменской области от 5 апреля 2004 года № 6 «О почётных званиях Тюменской области»                                                                                       |
|                     | Почётное звание «Почётный работник здравоохранения Тюменской области» ––– (Нагрудный знак к почётному званию)                                          | 5 апреля 2004 года   | Почётное звание «Почётный работник здравоохранения Тюменской области» присваивается высокопрофессиональным врачам, средним и младшим медицинским сотрудникам, провизорам, фармацевтам за заслуги в охране здоровья населения области, повышении качества медицинской помощи и лекарственного обеспечения, работающим в сфере здравоохранения не менее 10 лет. | Закон Тюменской области от 5 апреля 2004 года № 6 «О почётных званиях Тюменской области»                                                                                       |
|                     | Почётное звание «Почётный работник культуры и искусства Тюменской области» ––– (Нагрудный знак к почётному званию)                                     | 5 апреля 2004 года   | Почётное звание «Почётный работник культуры и искусства Тюменской области» присваивается высококвалифицированным работникам учреждений, организаций и органов культуры, искусства, полиграфии, печати, радио и телевидения, участникам самодеятельного творчества за заслуги в развитии культуры и искусства в области, работающим в сфере культуры не менее 10 лет. | Закон Тюменской области от 5 апреля 2004 года № 6 «О почётных званиях Тюменской области»                                                                                       |
|                     | Почётное звание «Почётный работник сферы обслуживания Тюменской области» ––– (Нагрудный знак к почётному званию)                                       | 5 апреля 2004 года   | Почётное звание «Почётный работник сферы обслуживания Тюменской области» присваивается высокопрофессиональным работникам предприятий, объединений, учреждений и организаций отраслей жилищно-коммунального хозяйства, торговли, общественного питания, бытового обслуживания населения за заслуги в разработке и внедрении новых видов услуг, форм и методов обслуживания, обеспечении высокой культуры обслуживания, подготовке кадров и работающим в соответствующей отрасли не менее 10 лет. | Закон Тюменской области от 5 апреля 2004 года № 6 «О почётных званиях Тюменской области»                                                                                       |
|                     | Почётное звание «Почётный строитель Тюменской области» ––– (Нагрудный знак к почётному званию)                                                         | 5 апреля 2004 года   | Почётное звание «Почётный строитель Тюменской области» присваивается высокопрофессиональным работникам строительства, промышленности строительных материалов, строительной индустрии, транспортного строительства за заслуги в производственной деятельности, достижении высокой эффективности производства и качества строительно-монтажных работ и работающим в строительных, проектных, монтажных и других организациях области не менее 10 лет. | Закон Тюменской области от 5 апреля 2004 года № 6 «О почётных званиях Тюменской области»                                                                                       |
|                     | Почётное звание «Почётный работник транспорта Тюменской области» ––– (Нагрудный знак к почётному званию)                                               | 5 апреля 2004 года   | Почётное звание «Почётный работник транспорта Тюменской области» присваивается высокопрофессиональным работникам железнодорожного, воздушного, водного, автомобильного и других видов транспорта, а также работникам организаций дорожного хозяйства за заслуги в повышении эффективности производства и улучшении использования транспортных средств, повышении качества транспортных услуг, экономии материальных и топливных ресурсов, обеспечении безопасности движения, в развитии и организации транспортной инфраструктуры и дорожного хозяйства и работающим в отраслях транспорта и дорожного хозяйства не менее 10 лет. | Закон Тюменской области от 5 апреля 2004 года № 6 «О почётных званиях Тюменской области»                                                                                       |
|                     | Почётное звание «Почётный работник охраны правопорядка Тюменской области» ––– (Нагрудный знак к почётному званию)                                      | 5 апреля 2004 года   | Почётное звание «Почётный работник охраны правопорядка Тюменской области» присваивается высококвалифицированным юристам, сотрудникам государственных органов, служб и учреждений, осуществляющих функции по обеспечению безопасности, законности и правопорядка, по борьбе с преступностью, по защите прав и свобод человека и гражданина, и работающим или состоящим на военной службе не менее 10 лет. | Закон Тюменской области от 5 апреля 2004 года № 6 «О почётных званиях Тюменской области»                                                                                       |
|                     | Почётное звание «Почётный работник сферы социальной защиты населения Тюменской области» ––– (Нагрудный знак к почётному званию)                        | 5 апреля 2004 года   | Почётное звание «Почётный работник сферы социальной защиты населения Тюменской области» присваивается высокопрофессиональным работникам: - органов, учреждений и предприятий системы социальной защиты населения за заслуги в организации социальной помощи жителям области и их пенсионного обеспечения и работающим в сфере социальной защиты населения не менее 10 лет; - органов труда и занятости населения, Центров занятости населения за заслуги, связанные с достижениями в области содействия занятости населения, трудовых и иных непосредственно связанных с ними отношений и работающим в сфере труда и занятости населения не менее 10 лет. | Закон Тюменской области от 5 апреля 2004 года № 6 «О почётных званиях Тюменской области»                                                                                       |
|                     | Почётное звание «Почётный работник лесного хозяйства Тюменской области» ––– (Нагрудный знак к почётному званию)                                        | 5 апреля 2004 года   | Почётное звание «Почётный работник лесного хозяйства Тюменской области» присваивается высокопрофессиональным работникам лесхозов, леспромхозов, лесокомбинатов, лесных и плодовых питомников, других организаций лесного хозяйства и природоохранных органов за заслуги в развитии лесного хозяйства, сохранении растительного и животного мира, решении экологических проблем и работающим в отрасли лесного хозяйства не менее 10 лет. | Закон Тюменской области от 5 апреля 2004 года № 6 «О почётных званиях Тюменской области»                                                                                       |
|                     | Почётное звание «Почётный работник органов государственной власти и местного самоуправления Тюменской области» ––– (Нагрудный знак к почётному званию) | 5 апреля 2004 годам  | 'Почётное звание «Почётный работник органов государственной власти и местного самоуправления Тюменской области» присваивается гражданам, избранным или назначенным на должности в соответствии с Конституцией Российской Федерации, федеральными законами, Уставом и законами Тюменской области, а также государственным и муниципальным служащим за безупречную службу, высокое профессиональное мастерство, большой вклад в развитие области, становление местного самоуправления и работающих в органах государственной власти и местного самоуправления не менее 10 лет. | Закон Тюменской области от 5 апреля 2004 года № 6 «О почётных званиях Тюменской области»                                                                                       |
|                     | Почётное звание «Почётный работник физической культуры и спорта Тюменской области» ––– (Нагрудный знак к почётному званию)                             | 5 апреля 2004 года   | Почётное звание «Почётный работник физической культуры и спорта Тюменской области» присваивается организаторам физкультурного движения, тренерам, работникам коллективов физической культуры, спортивных сооружений, физкультурных организаций и учебных заведений за заслуги в развитии физической культуры и спорта, совершенствовании системы физического воспитания населения, развитии массового спорта, спорта высших достижений и работающим в соответствующей отрасли не менее 10 лет. | Закон Тюменской области от 5 апреля 2004 года № 6 «О почётных званиях Тюменской области»                                                                                       |
|                     | Почётное звание «Почётный работник связи и телекоммуникаций Тюменской области» ––– (Нагрудный знак к почётному званию)                                 | 6 июня 2005 года     | Почётное звание «Почётный работник связи и телекоммуникаций Тюменской области» присваивается высокопрофессиональным работникам связи и телекоммуникаций за заслуги в развитии и совершенствовании средств связи, улучшении обслуживания населения, предприятий, учреждений и организаций, разработке и внедрении принципиально новой высокоэффективной техники и технологии и работающим в области связи и телекоммуникаций не менее 10 лет. | Закон Тюменской области от 5 апреля 2004 года № 6 «О почётных званиях Тюменской области» --- введено Постановлением Губернатора Тюменской области от 6 июня 2005 года № 46     |
|                     | Почётное звание «Почётный работник охраны окружающей среды Тюменской области» ––– (Нагрудный знак к почётному званию)                                  | 6 июня 2005 года     | Почётное звание «Почётный работник охраны окружающей среды Тюменской области» присваивается высокопрофессиональным работникам природоохранных органов, научно-исследовательских и производственных организаций, других учреждений, занимающихся экологическими проблемами, за заслуги в сфере сохранения природных ресурсов, сохранении растительного и животного мира и работающим в области охраны окружающей среды и рационального природопользования не менее 10 лет. | Закон Тюменской области от 5 апреля 2004 года № 6 «О почётных званиях Тюменской области» --- введено Постановлением Губернатора Тюменской области от 6 июня 2005 года № 46     |
|                     | Почётное звание «Почётный экономист Тюменской области» ––– (Нагрудный знак к почётному званию)                                                         | 6 июня 2005 года     | Почётное звание «Почётный экономист Тюменской области» присваивается высокопрофессиональным специалистам предприятий, учреждений и организаций за заслуги в области экономики и финансовой деятельности, в развитии экономической науки, подготовке кадров и работающим по специальности не менее 10 лет. | Закон Тюменской области от 5 апреля 2004 года № 6 «О почётных званиях Тюменской области» --- введено Постановлением Губернатора Тюменской области от 6 июня 2005 года № 46     |
|                     | Почётное звание «Почётный работник энергетики Тюменской области» ––– (Нагрудный знак к почётному званию)                                               | 6 июня 2005 года     | Почётное звание «Почётный работник энергетики Тюменской области» присваивается высококвалифицированным специалистам предприятий, учреждений и организаций за заслуги в развитии энергетики, создании, проектировании и освоении новых типов энергетического оборудования и установок, за достижения в научных исследованиях, энергосбережении, организации производства, подготовке кадров и работающим в области энергетики не менее 10 лет. | Закон Тюменской области от 5 апреля 2004 года № 6 «О почётных званиях Тюменской области» --- введено Постановлением Губернатора Тюменской области от 6 июня 2005 года № 46     |
|                     | Почётное звание «Почётный работник нефтяной и газовой промышленности Тюменской области» ––– (Нагрудный знак к почётному званию)                        | 26 декабря 2007 года | Почётное звание «Почётный работник нефтяной и газовой промышленности Тюменской области» присваивается: - высокопрофессиональным рабочим и мастерам предприятий и организаций нефтяной и газовой отраслей промышленности за заслуги в бурении, добыче, транспортировке, хранении, переработке нефти и газа и работающим непосредственно в этих отраслях не менее 10 лет; - высококвалифицированным инженерно-техническим, научным работникам, высокопрофессиональным рабочим и мастерам предприятий, объединений, научно-исследовательских, технологических, проектно-конструкторских и других организаций нефтяной и газовой отраслей промышленности за заслуги в разработке и осуществлении научно-технических и экологических программ, освоении нефтяных и газовых месторождений и работающим в этих отраслях не менее 10 лет. | Закон Тюменской области от 5 апреля 2004 года № 6 «О почётных званиях Тюменской области» --- введено Постановлением Губернатора Тюменской области от 26 декабря 2007 года № 99 |
|                     | Почётное звание «Почётный геолог Тюменской области» ––– (Нагрудный знак к почётному званию)                                                            | 22 июня 2010 года    | Почётное звание «Почётный геолог Тюменской области» присваивается высокопрофессиональным работникам за заслуги в развитии геологоразведочного производства, укреплении минерально-сырьевой базы Западной Сибири, научном обосновании направлений геологоразведочных работ, за поиски, открытие, разведку и передачу в промышленное освоение месторождений полезных ископаемых, разработку и внедрение экологически чистых технологий, подготовку кадров и работающим в геологических организациях и научных учреждениях 10 и более лет. | Закон Тюменской области от 5 апреля 2004 года № 6 «О почётных званиях Тюменской области» --- введено Постановлением Губернатора Тюменской области от 22 июня 2010 года № 38    |

### Памятные и юбилейные награды
| Изображение награды | Наименование награды | Дата учреждения    | Правила награждения | Источник |
| ------------------- | --- | ------------------ | --- | --- |
|                     | Юбилейная медаль «Геологоразведчикам-первопроходцам Тюменской области, Ханты-Мансийского автономного округа — Югры, Ямало-Ненецкого автономного округа» | 18 марта 2016 года | Юбилейная медаль «Геологоразведчикам-первопроходцам Тюменской области, Ханты-Мансийского автономного округа — Югры, Ямало-Ненецкого автономного округа» учреждена в ознаменование 50-летия со дня установления профессионального праздника — День геолога. Инициатива создания юбилейной медали принадлежит губернаторам Тюменской области, Ханты-Мансийского автономного округа — Югры и Ямало-Ненецкого автономного округа. Юбилейной медалью награждаются граждане Российской Федерации – работники и ветераны предприятий и организаций геологического и сопутствующего профиля Тюменской области, Ханты-Мансийского автономного округа — Югры и Ямало-Ненецкого автономного округа, независимо от форм собственности и организационного содержания за: - многолетнюю плодотворную научно-производственную работу в геологии, большой вклад в развитие минерально-сырьевой базы, научное обоснование направлений геологоразведочных работ, внедрение научно-технического прогресса и высокие результаты, достигнутые в производственной деятельности; - активную работу по подготовке и воспитанию кадров для геологической отрасли; - активную общественную позицию в области популяризации геологических знаний и профессии геолога. Награждение юбилейной медалью производится только один раз. Юбилейная медаль носится на левой стороне груди и располагается ниже государственных наград СССР, Российской Федерации и наград Тюменской области. | Постановление Совета Губернаторов Тюменской области, ХМАО, ЯНАО от 18 марта 2016 года № 224/СГ «Об учреждении юбилейной медали "Геологоразведчикам-первопроходцам Тюменской области, Ханты-Мансийского автономного округа — Югры, Ямало-Ненецкого автономного округа"» --- |
|                     | Нагрудный знак «10 лет Тюменской областной Думе» | март 2003 года     | Нагрудным знаком «10 лет Тюменской областной Думе» награждались за заслуги в правотворческой деятельности на благо Тюменской области, внесшие значительный вклад в развитие регионального управления: - Депутаты Тюменской областной Думы; - Руководители и служащие органов регионального управления, отраслевых (функциональных) органов и структурных подразделений Правительства Тюменской области; - Руководители и лидеры общественных организаций Тюменской области; - Представители политических партий; - Другие граждане по представлению депутатов Тюменской областной Думы. Нагрудный знак «10 лет Тюменской областной Думе» носится на правой стороне груди. | Положение о нагрудном знаке «10 лет Тюменской областной Думе» |
|                     | Нагрудный знак «15 лет Тюменской областной Думе» | март 2008 года     | Нагрудный знак «15 лет Тюменской областной Думе» был учреждён в ознаменование 15-летия образования высшего законодательного (представительного) органа государственной власти Тюменской области. Нагрудным знаком награждались от имени Председателя Тюменской областной Думы граждане — жители Тюменской области: - за активное участие в законотворческой деятельности, общественной жизни; - за обеспечение прав и свобод граждан; - за укрепление государственной власти и местного самоуправления; - за весомый вклад в социально-экономическое развитие Тюменской области. К нагрудному знаку прилагается удостоверение установленного образца. | Положение о нагрудном знаке «15 лет Тюменской областной Думе» |